# Alex Baumann (bobsleeër)
Alex Baumann (Herisau, 9 maart 1985) is een Zwitsers bobsleeremmer. 

## Carrière
Baumann behaalde zijn grootste succes met het winnen van olympisch zilver in de tweemansbob tijdens de Olympische Winterspelen 2014. Baumann nam zesmaal deel aan de wereldkampioenschappen en won in 2016 de bronzen medaille in de tweemansbob.

## Resultaten

### Olympische Winterspelen
| Jaar | Plaats | Resultaten                   |
| ---- | ------ | ---------------------------- |
| 2014 | Sotsji | Tweemansbob · 6e Viermansbob |

### Wereldkampioenschappen
| Jaar | Plaats       | Resultaten                     |
| ---- | ------------ | ------------------------------ |
| 2011 | Königssee    | 10e Tweemansbob 8e Viermansbob |
| 2012 | Lake Placid  | 10e Tweemansbob 8e Viermansbob |
| 2013 | Sankt Moritz | 4e Viermansbob                 |
| 2015 | Winterberg   | 4e Viermansbob                 |
| 2016 | Igls         | Tweemansbob                    |
| 2017 | Sankt Moritz | 15e Viermansbob                |